# Winklern bei Oberwölz
Winklern bei Oberwölz is een plaats en voormalige gemeente in de Oostenrijkse deelstaat Stiermarken. Het is een ortschaft van de gemeente Oberwölz, die deel uitmaakt van het district Murau.
De gemeente Schönberg-Lachtal telde op 31 oktober 2013 863 inwoners. In 2015 ging ze, samen met Oberwölz Stadt, Oberwölz Umgebung en Schönberg-Lachtal op in de nieuwe gemeente Oberwölz.
Stadsgemeenten:
Murau ·
Oberwölz

Marktgemeenten:
Mühlen ·
Neumarkt in der Steiermark ·
Sankt Lambrecht ·
Sankt Peter am Kammersberg
Scheifling ·

Overige gemeenten:
Krakau ·
Niederwölz ·
Ranten ·
Sankt Georgen am Kreischberg ·
Schöder ·
Stadl-Predlitz ·
Teufenbach-Katsch